# Karl Wilhelm Reinmuth
Karl Wilhelm Reinmuth (4 d'abril de 1892, Heidelberg – 6 de maig de 1979) fou un astrònom alemany, prolífic descobridor d'asteroides (gairebé 400 d'ells) treballant a l'observatori astronòmic de Landessternwarte Heidelberg-Königstuhl a Heidelberg, Alemanya de 1912 a 1957. El primer que va descobrir l'any 1914 fou l'asteroide (796) Sarita. Algunes de les seves descobertes notables inclouen el (1322) Coppernicus, (1862) Apol·lo (l'homònim del grup d'asteroides Apol·lo) i (69230) Hermes. Va descobrir també els asteroides troians (911) Agamemnon, (1143) Odysseus, (1172) Äneas, (1173) Anchises, (1208) Troilus, (1404) Ajax, (1437) Diomedes, (1749) Telamon.
| Asteroides descoberts: 395 | Asteroides descoberts: 395 |
| -------------------------- | -------------------------- |
| (796) Sarita               | 15 d'octubre de 1914       |
| (799) Gudula               | 9 de març de 1915          |
| (864) Aase                 | 30 de setembre de 1921     |
| (909) Ulla                 | 7 de febrer de 1919        |
| (910) Anneliese            | 1 de març de 1919          |
| (911) Agamemnon            | 19 de març de 1919         |
| (913) Otila                | 19 de maig de 1919         |
| (918) Itha                 | 22 d'agost de 1919         |
| (920) Rogeria              | 1 de setembre de 1919      |
| (921) Jovita               | 4 de setembre de 1919      |
| (922) Schlutia             | 18 de setembre de 1919     |
| (923) Herluga              | 30 de setembre de 1919     |
| (924) Toni                 | 20 d'octubre de 1919       |
| (926) Imhilde              | 15 de febrer de 1920       |
| (928) Hildrun              | 23 de febrer de 1920       |
| (929) Algunde              | 10 de març de 1920         |
| (933) Susi                 | 10 de febrer de 1927       |
| (935) Clivia               | 7 de setembre de 1920      |
| (936) Kunigunde            | 8 de setembre de 1920      |
| (937) Bethgea              | 12 de setembre de 1920     |
| (938) Chlosinde            | 9 de setembre de 1920      |
| (939) Isberga              | 4 d'octubre de 1920        |
| (940) Kordula              | 10 d'octubre de 1920       |
| (942) Romilda              | 11 d'octubre de 1920       |
| (943) Begonia              | 20 d'octubre de 1920       |
| (948) Jucunda              | 3 de març de 1921          |
| (950) Ahrensa              | 1 d'abril de 1921          |
| (954) Li                   | 4 d'agost de 1921          |
| (955) Alstede              | 5 d'agost de 1921          |
| (956) Elisa                | 8 d'agost de 1921          |
| (957) Camelia              | 7 de setembre de 1921      |
| (958) Asplinda             | 28 de setembre de 1921     |
| (959) Arne                 | 30 de setembre de 1921     |
| (960) Birgit               | 1 d'octubre de 1921        |
| (961) Gunnie               | 10 d'octubre de 1921       |
| (962) Aslög                | 25 d'octubre de 1921       |
| (963) Iduberga             | 26 d'octubre de 1921       |
| (968) Petunia              | 24 de novembre de 1921     |
| (970) Primula              | 29 de novembre de 1921     |
| (973) Aralia               | 18 de març de 1922         |
| (974) Lioba                | 18 de març de 1922         |
| (979) Ilsewa               | 29 de juny de 1922         |
| (983) Gunila               | 30 de juliol de 1922       |
| (984) Gretia               | 27 d'agost de 1922         |
| (985) Rosina               | 14 d'octubre de 1922       |
| (987) Wallia               | 23 d'octubre de 1922       |
| (994) Otthild              | 18 de març de 1923         |
| (997) Priska               | 12 de juliol de 1923       |
| (998) Bodea                | 6 d'agost de 1923          |
| (999) Zachia               | 9 d'agost de 1923          |
| (1000) Piazzia             | 12 d'agost de 1923         |
| (1003) Lilofee             | 13 de setembre de 1923     |
| (1009) Sirene              | 31 d'octubre de 1923       |
| (1010) Marlene             | 12 de novembre de 1923     |
| (1011) Laodamia            | 5 de gener de 1924         |
| (1012) Sarema              | 12 de gener de 1924        |
| (1014) Semphyra            | 29 de gener de 1924        |
| (1015) Christa             | 31 de gener de 1924        |
| (1016) Anitra              | 31 de gener de 1924        |
| (1018) Arnolda             | 3 de març de 1924          |
| (1019) Strackea            | 3 de març de 1924          |
| (1020) Arcadia             | 7 de març de 1924          |
| (1023) Thomana             | 25 de juny de 1924         |
| (1025) Riema               | 12 d'agost de 1923         |
| (1026) Ingrid              | 13 d'agost de 1923         |
| (1035) Amata               | 29 de setembre de 1924     |
| (1041) Asta                | 22 de març de 1925         |
| (1042) Amazone             | 22 d'abril de 1925         |
| (1043) Beate               | 22 d'abril de 1925         |
| (1044) Teutonia            | 10 de maig de 1924         |
| (1047) Geisha              | 17 de novembre de 1924     |
| (1048) Feodosia            | 29 de novembre de 1924     |
| (1049) Gotho               | 14 de setembre de 1925     |
| (1050) Meta                | 14 de setembre de 1925     |
| (1051) Merope              | 16 de setembre de 1925     |
| (1054) Forsytia            | 20 de novembre de 1925     |
| (1056) Azalea              | 31 de gener de 1924        |
| (1060) Magnolia            | 13 d'agost de 1925         |
| (1061) Paeonia             | 10 d'octubre de 1925       |
| (1063) Aquilegia           | 6 de desembre de 1925      |
| (1064) Aethusa             | 2 d'agost de 1926          |
| (1066) Lobelia             | 1 de setembre de 1926      |
| (1067) Lunaria             | 9 de setembre de 1926      |
| (1070) Tunica              | 1 de setembre de 1926      |
| (1072) Malva               | 4 d'octubre de 1926        |
| (1076) Viola               | 5 d'octubre de 1926        |
| (1077) Campanula           | 6 d'octubre de 1926        |
| (1078) Mentha              | 7 de desembre de 1926      |
| (1080) Orchis              | 30 d'agost de 1927         |
| (1081) Reseda              | 31 d'agost de 1927         |
| (1082) Pirola              | 28 d'octubre de 1927       |
| (1083) Salvia              | 26 de gener de 1928        |
| (1085) Amaryllis           | 31 d'agost de 1927         |
| (1087) Arabis              | 2 de setembre de 1927      |
| (1091) Spiraea             | 26 de febrer de 1928       |
| (1092) Lilium              | 12 de gener de 1924        |
| (1095) Tulipa              | 14 d'abril de 1926         |
| (1097) Vicia               | 11 d'agost de 1928         |
| (1100) Arnica              | 22 de setembre de 1928     |
| (1101) Clematis            | 22 de setembre de 1928     |
| (1104) Syringa             | 9 de desembre de 1928      |
| (1105) Fragaria            | 1 de gener de 1929         |
| (1106) Cydonia             | 5 de febrer de 1929        |
| (1108) Demeter             | 31 de maig de 1929         |
| (1109) Tata                | 5 de febrer de 1929        |
| (1111) Reinmuthia          | 11 de febrer de 1927       |
| (1119) Euboea              | 27 d'octubre de 1927       |
| (1126) Otero               | 11 de gener de 1929        |
| (1130) Skuld               | 2 de setembre de 1929      |
| (1131) Porzia              | 10 de setembre de 1929     |
| (1138) Attica              | 22 de novembre de 1929     |
| (1142) Aetolia             | 24 de gener de 1930        |
| (1143) Odysseus            | 28 de gener de 1930        |
| (1144) Oda                 | 28 de gener de 1930        |
| (1150) Achaia              | 2 de setembre de 1929      |
| (1151) Ithaka              | 8 de setembre de 1929      |
| (1152) Pawona              | 8 de gener de 1930         |
| (1154) Astronomia          | 8 de febrer de 1927        |
| (1155) Aënna               | 26 de gener de 1928        |
| (1156) Kira                | 22 de febrer de 1928       |
| (1157) Arabia              | 31 d'agost de 1929         |
| (1159) Granada             | 2 de setembre de 1929      |
| (1160) Illyria             | 9 de setembre de 1929      |
| (1161) Thessalia           | 29 de setembre de 1929     |
| (1162) Larissa             | 5 de gener de 1930         |
| (1163) Saga                | 20 de gener de 1930        |
| (1164) Kobolda             | 19 de març de 1930         |
| (1172) Aneas               | 17 d'octubre de 1930       |
| (1173) Anchises            | 17 d'octubre de 1930       |
| (1174) Marmara             | 17 d'octubre de 1930       |
| (1175) Margo               | 17 d'octubre de 1930       |
| (1180) Rita                | 9 d'abril de 1931          |
| (1182) Ilona               | 3 de març de 1927          |
| (1183) Jutta               | 22 de febrer de 1930       |
| (1184) Gaea                | 5 de setembre de 1926      |
| (1187) Afra                | 6 de desembre de 1929      |
| (1198) Atlantis            | 7 de setembre de 1931      |
| (1200) Imperatrix          | 14 de setembre de 1931     |
| (1201) Strenua             | 14 de setembre de 1931     |
| (1204) Renzia              | 6 d'octubre de 1931        |
| (1205) Ebella              | 6 d'octubre de 1931        |
| (1206) Numerowia           | 18 d'octubre de 1931       |
| (1207) Ostenia             | 15 de novembre de 1931     |
| (1208) Troilus             | 31 de desembre de 1931     |
| (1209) Pumma               | 22 d'abril de 1927         |
| (1216) Askania             | 29 de gener de 1932        |
| (1218) Aster               | 29 de gener de 1932        |
| (1220) Crocus              | 11 de febrer de 1932       |
| (1223) Neckar              | 6 d'octubre de 1931        |
| (1227) Geranium            | 5 d'octubre de 1931        |
| (1228) Scabiosa            | 5 d'octubre de 1931        |
| (1229) Tilia               | 9 d'octubre de 1931        |
| (1230) Riceia              | 9 d'octubre de 1931        |
| (1231) Auricula            | 10 d'octubre de 1931       |
| (1232) Cortusa             | 10 d'octubre de 1931       |
| (1233) Kobresia            | 10 d'octubre de 1931       |
| (1234) Elyna               | 18 d'octubre de 1931       |
| (1235) Schorria            | 18 d'octubre de 1931       |
| (1249) Rutherfordia        | 4 de novembre de 1932      |
| 1250 Galanthus             | 25 de gener de 1933        |
| 1251 Hedera                | 25 de gener de 1933        |
| 1253 Frisia                | 9 d'octubre de 1931        |
| 1256 Normannia             | 8 d'agost de 1932          |
| 1257 Móra                  | 8 d'agost de 1932          |
| 1258 Sicilia               | 8 d'agost de 1932          |
| 1259 Ógyalla               | 29 de gener de 1933        |
| 1260 Walhalla              | 29 de gener de 1933        |
| 1272 Gefion                | 10 d'octubre de 1931       |
| 1273 Helma                 | 8 d'agost de 1932          |
| 1275 Cimbria               | 30 de novembre de 1932     |
| (1284) Latvia              | 27 de juliol de 1933       |
| 1297 Quadea                | 7 de gener de 1934         |
| 1298 Nocturna              | 7 de gener de 1934         |
| 1302 Werra                 | 28 de setembre de 1924     |
| 1304 Arosa                 | 21 de maig de 1928         |
| 1308 Halleria              | 12 de març de 1931         |
| 1311 Knopfia               | 24 de març de 1933         |
| 1317 Silvretta             | 1 de setembre de 1935      |
| 1322 Coppernicus           | 15 de juny de 1934         |
| 1334 Lundmarka             | 16 de juliol de 1934       |
| 1335 Demoulina             | 7 de setembre de 1934      |
| 1346 Gotha                 | 5 de febrer de 1929        |
| 1370 Hella                 | 31 d'agost de 1935         |
| 1371 Resi                  | 31 d'agost de 1935         |
| 1372 Haremari              | 31 d'agost de 1935         |
| 1382 Gerti                 | 21 de gener de 1925        |
| 1395 Aribeda               | 16 de juliol de 1936       |
| 1399 Teneriffa             | 23 d'agost de 1936         |
| 1402 Eri                   | 16 de juliol de 1936       |
| 1404 Ajax                  | 17 d'agost de 1936         |
| 1408 Trusanda              | 23 de novembre de 1936     |
| 1409 Isko                  | 8 de gener de 1937         |
| 1410 Margret               | 8 de gener de 1937         |
| 1411 Brauna                | 8 de gener de 1937         |
| 1417 Walinskia             | 1 d'abril de 1937          |
| 1419 Danzig                | 5 de setembre de 1929      |
| 1420 Radcliffe             | 14 de setembre de 1931     |
| 1422 Strömgrenia           | 23 d'agost de 1936         |
| 1435 Garlena               | 23 de novembre de 1936     |
| 1437 Diomedes              | 3 d'agost de 1937          |
| 1438 Wendeline             | 11 d'octubre de 1937       |
| 1439 Vogtia                | 11 d'octubre de 1937       |
| 1440 Rostia                | 11 d'octubre de 1937       |
| 1443 Ruppina               | 29 de desembre de 1937     |
| 1457 Ankara                | 3 d'agost de 1937          |
| 1466 Mündleria             | 31 de maig de 1938         |
| 1469 Linzia                | 19 d'agost de 1938         |
| 1481 Tübingia              | 7 de febrer de 1938        |
| 1482 Sebastiana            | 20 de febrer de 1938       |
| 1485 Isa                   | 28 de juliol de 1938       |
| 1487 Boda                  | 17 de novembre de 1938     |
| 1502 Arenda                | 17 de novembre de 1938     |
| 1528 Conrada               | 10 de febrer de 1940       |
| 1553 Bauersfelda           | 13 de gener de 1940        |
| 1556 Wingolfia             | 14 de gener de 1942        |
| 1557 Roehla                | 14 de gener de 1942        |
| 1561 Fricke                | 15 de febrer de 1941       |
| 1562 Gondolatsch           | 9 de març de 1943          |
| 1587 Kahrstedt             | 25 de març de 1933         |
| 1611 Beyer                 | 17 de febrer de 1950       |
| 1612 Hirose                | 23 de gener de 1950        |
| 1624 Rabe                  | 9 d'octubre de 1931        |
| 1628 Strobel               | 11 de setembre de 1923     |
| 1632 Sieböhme              | 26 de febrer de 1941       |
| 1635 Bohrmann              | 7 de març de 1924          |
| 1636 Porter                | 23 de gener de 1950        |
| 1642 Turó                  | 4 de setembre de 1951      |
| 1643 Marró                 | 4 de setembre de 1951      |
| 1645 Waterfield            | 24 de juliol de 1933       |
| 1650 Heckmann              | 11 d'octubre de 1937       |
| 1662 Hoffmann              | 11 de setembre de 1923     |
| 1665 Gaby                  | 27 de febrer de 1930       |
| 1668 Hanna                 | 24 de juliol de 1933       |
| 1669 Dagmar                | 7 de setembre de 1934      |
| 1673 van Houten            | 11 d'octubre de 1937       |
| 1674 Groeneveld            | 7 de febrer de 1938        |
| 1682 Karel                 | 2 d'agost de 1949          |
| 1691 Oort                  | 9 de setembre de 1956      |
| 1704 Wachmann              | 7 de març de 1924          |
| 1706 Dieckvoss             | 5 d'octubre de 1931        |
| 1716 Peter                 | 4 d'abril de 1934          |
| 1719 Jens                  | 17 de febrer de 1950       |
| 1720 Niels                 | 7 de febrer de 1935        |
| 1726 Hoffmeister           | 24 de juliol de 1933       |
| 1732 Heike                 | 9 de març de 1943          |
| 1739 Meyermann             | 15 d'agost de 1939         |
| 1742 Schaifers             | 7 de setembre de 1934      |
| 1749 Telamon               | 23 de setembre de 1949     |
| 1750 Eckert                | 15 de juliol de 1950       |
| 1759 Kienle                | 11 de setembre de 1942     |
| 1782 Schneller             | 6 d'octubre de 1931        |
| 1785 Wurm                  | 15 de febrer de 1941       |
| 1814 Bach                  | 9 d'octubre de 1931        |
| 1815 Beethoven             | 27 de gener de 1932        |
| 1818 Brahms                | 15 d'agost de 1939         |
| 1820 Lohmann               | 2 d'agost de 1949          |
| 1823 Gliese                | 4 de setembre de 1951      |
| 1825 Klare                 | 31 d'agost de 1954         |
| 1849 Kresák                | 14 de gener de 1942        |
| 1850 Kohoutek              | 23 de març de 1942         |
| 1862 Apollo                | 24 d'abril de 1932         |
| 1880 McCrosky              | 13 de gener de 1940        |
| 1881 Shao                  | 3 d'agost de 1940          |
| 1913 Sekanina              | 22 de setembre de 1928     |
| 1941 Salvatge              | 6 d'octubre de 1931        |
| 1944 Günter                | 14 de setembre de 1925     |
| 1950 Wempe                 | 23 de març de 1942         |
| 1968 Mehltretter           | 29 de gener de 1932        |
| 1985 Hopmann               | 13 de gener de 1929        |
| 1990 Pilcher               | 9 de març de 1956          |
| 2018 Schuster              | 17 d'octubre de 1931       |
| 2022 De l'oest             | 7 de febrer de 1938        |
| 2057 Rosemary              | 7 de setembre de 1934      |
| 2097 Galle                 | 11 d'agost de 1953         |
| 2136 Jugta                 | 24 de juliol de 1933       |
| 2137 Priscilla             | 24 d'agost de 1936         |
| 2157 Ashbrook              | 7 de març de 1924          |
| 2158 Tietjen               | 24 de juliol de 1933       |
| 2181 Fogelin               | 28 de desembre de 1942     |
| 2214 Carol                 | 7 d'abril de 1953          |
| 2235 Vittore               | 5 d'abril de 1924          |
| 2236 Austrasia             | 23 de març de 1933         |
| 2248 Kanda                 | 27 de febrer de 1933       |
| 2249 Yamamoto              | 6 d'abril de 1942          |
| 2278 Götz                  | 7 d'abril de 1953          |
| 2290 Helffrich             | 14 de febrer de 1932       |
| 2306 Bauschinger           | 15 d'agost de 1939         |
| 2346 Lilio                 | 5 de febrer de 1934        |
| 2358 Bahner                | 2 de setembre de 1929      |
| 2359 Debehogne             | 5 d'octubre de 1931        |
| 2391 Tomita                | 9 de gener de 1957         |
| 2414 Vibeke                | 18 d'octubre de 1931       |
| 2444 Lederle               | 5 de febrer de 1934        |
| 2453 Wabash                | 30 de setembre de 1921     |
| 2465 Wilson                | 2 d'agost de 1949          |
| 2485 Scheffler             | 29 de gener de 1932        |
| 2500 Alascattalo           | 2 d'abril de 1926          |
| 2537 Gilmore               | 4 de setembre de 1951      |
| 2560 Siegma                | 14 de febrer de 1932       |
| 2572 Annschnell            | 17 de febrer de 1950       |
| 2591 Dworetsky             | 2 d'agost de 1949          |
| 2615 Saito                 | 4 de setembre de 1951      |
| 2623 Zech                  | 22 de setembre de 1919     |
| 2637 Bobrovnikoff          | 22 de setembre de 1919     |
| 2652 Yabuuti               | 7 d'abril de 1953          |
| 2664 Everhart              | 7 de setembre de 1934      |
| 2676 Aarhus                | 25 d'agost de 1933         |
| 2749 Walterhorn            | 11 d'octubre de 1937       |
| 2806 Graz                  | 7 d'abril de 1953          |
| 2824 Franke                | 4 de febrer de 1934        |
| 2855 Bastian               | 10 d'octubre de 1931       |
| 2856 Röser                 | 14 d'abril de 1933         |
| 2879 Shimizu               | 14 de febrer de 1932       |
| 2896 Preiss                | 15 de setembre de 1931     |
| 2897 Ole Römer             | 5 de febrer de 1932        |
| 2942 Cordie                | 29 de gener de 1932        |
| 2943 Heinrich              | 25 d'agost de 1933         |
| 2944 Peyo                  | 31 d'agost de 1935         |
| 2957 Tatsuo                | 5 de febrer de 1934        |
| 3008 Nojiri                | 17 de novembre de 1938     |
| 3020 Naudts                | 2 d'agost de 1949          |
| 3035 Cambres               | 7 de març de 1924          |
| 3144 Brosche               | 10 d'octubre de 1931       |
| 3183 Franzkaiser           | 2 d'agost de 1949          |
| 3219 Komaki                | 4 de febrer de 1934        |
| 3227 Hasegawa              | 24 de febrer de 1928       |
| 3263 Bligh                 | 5 de febrer de 1932        |
| 3264 Bounty                | 7 de gener de 1934         |
| 3265 Fletcher              | 9 de novembre de 1953      |
| 3289 Mitani                | 7 de setembre de 1934      |
| 3295 Murakami              | 17 de febrer de 1950       |
| 3370 Kohsai                | 4 de febrer de 1934        |
| 3379 Oishi                 | 6 d'octubre de 1931        |
| 3383 Koyama                | 9 de gener de 1951         |
| 3404 Hinderer              | 4 de febrer de 1934        |
| 3415 Danby                 | 22 de setembre de 1928     |
| 3416 Dorrit                | 8 de novembre de 1931      |
| 3417 Tamblyn               | 1 d'abril de 1937          |
| 3425 Hurukawa              | 29 de gener de 1929        |
| 3426 Seki                  | 5 de febrer de 1932        |
| 3440 Stampfer              | 17 de febrer de 1950       |
| 3446 Combes                | 12 de març de 1942         |
| 3473 Sapporo               | 7 de març de 1924          |
| 3500 Kobayashi             | 18 de setembre de 1919     |
| 3555 Miyasaka              | 6 d'octubre de 1931        |
| 3569 Kumon                 | 20 de febrer de 1938       |
| 3644 Kojitaku              | 5 d'octubre de 1931        |
| 3682 Welther               | 12 de juliol de 1923       |
| 3707 Schröter              | 5 de febrer de 1934        |
| 3722 Urata                 | 29 d'octubre de 1927       |
| 3745 Petaev                | 23 de setembre de 1949     |
| 3790 Raywilson             | 26 d'octubre de 1937       |
| 3911 Otomo                 | 31 d'agost de 1940         |
| 3937 Bretagnon             | 14 de març de 1932         |
| 3938 Chapront              | 2 d'agost de 1949          |
| 3939 Huruhata              | 7 d'abril de 1953          |
| 3957 Sugie                 | 24 de juliol de 1933       |
| 4001 Ptolemaeus            | 2 d'agost de 1949          |
| 4002 Shinagawa             | 14 de maig de 1950         |
| 4417 Lecar                 | 8 d'abril de 1931          |
| 4418 Fredfranklin          | 9 d'octubre de 1931        |
| 4419 Allancook             | 24 d'abril de 1932         |
| 4421 Kayor                 | 14 de gener de 1942        |
| 4589 McDowell              | 24 de juliol de 1933       |
| 4615 Zinner                | 13 de setembre de 1923     |
| 4647 Syuji                 | 9 d'octubre de 1931        |
| 4648 Tirion                | 18 d'octubre de 1931       |
| 4650 Mori                  | 5 d'octubre de 1950        |
| 4723 Wolfgangmattig        | 11 d'octubre de 1937       |
| 4808 Ballaero              | 21 de gener de 1925        |
| 4849 Ardenne               | 17 d'agost de 1936         |
| 4910 Kawasato              | 11 d'agost de 1953         |
| 4979 Otawara               | 2 d'agost de 1949          |
| 5072 Hioki                 | 9 d'octubre de 1931        |
| 5152 Laboratoris           | 18 d'octubre de 1931       |
| 5494 Johanmohr             | 19 d'octubre de 1933       |
| 5532 Ichinohe              | 14 de febrer de 1932       |
| 5535 Annefrank             | 23 de març de 1942         |
| 5657 Groombridge           | 28 d'agost de 1936         |
| 5658 Clausbaader           | 17 de febrer de 1950       |
| 5703 Hevelius              | 15 de novembre de 1931     |
| 5704 Schumacher            | 17 de febrer de 1950       |
| 6260 Kelsey                | 2 d'agost de 1949          |
| 6808 Plantin               | 5 de febrer de 1932        |
| 6809 Sakuma                | 20 de febrer de 1938       |
| 7042 Carver                | 24 de març de 1933         |
| 7103 Wichmann              | 7 d'abril de 1953          |
| 7449 Döllen                | 21 d'agost de 1949         |
| 7542 Johnpond              | 7 d'abril de 1953          |
| 11434 Lohnert              | 10 d'octubre de 1931       |
| (11435) 1931 UB            | 17 d'octubre de 1931       |
| (13473) Hokema             | 7 d'abril de 1953          |
| (30717) 1937 UD            | 26 d'octubre de 1937       |
| (32730) 1951 RX            | 4 de setembre de 1951      |
| (69230) Hermes             | 28 d'octubre de 1937       |

També va descobrir l'asteroide (5535) Annefrank que anys més tard va ser visitat per l'aeronau Stardust. Va descobrir dos cometes, els cometes periòdics 30P/Reinmuth i 44P/Reinmuth. L'asteroide (1111) Reinmuthia fou descobert i anomenat per ell en el seu honor, pràctica que esdevindria desaconsellada més endavant. Les inicials dels planetes menors del 1227 fins al 1234, tots descoberts per Reinmuth, formen el nom "G. Stracke". Aquest astrònom alemany i ordinador d'òrbita havia demanat que cap planeta fos anomenat amb el seu nom. D'aquesta manera Reinmuth fou capaç d'honrar l'home i alhora complir amb el seu desig:
- (1227) Geranium
- (1228) Scabiosa
- (1229) Tilia
- (1230) Riceia
- (1231) Auricula
- (1232) Cortusa
- (1233) Kobresia
- (1234) Elyna

## Obres
- The Herschel nebulas, De Gruyter, Berlin 1926
- Catalog of 6.500 exact photographic positions of small planets, brown, Karlsruhe 1953